# ミハ・メヴリャ
ミハ・メヴリャ（Miha Mevlja、1990年6月12日 - ）は、スロベニア (旧ユーゴスラビア)・リュブリャナ出身の元サッカー選手。現役時代のポジションはDF。スロベニア代表。
ネイツ・メヴリャとは双子である。

## クラブ経歴
NDゴリツァでキャリアをスタートさせ、ゴリツァではトップチームで4シーズンを送った。2013年の夏、フリーでスイスのFCローザンヌ・スポルトに加入し、初の海外移籍となったが、リーグ戦30試合に出場した。
2017年8月31日、4年契約でFCゼニト・サンクトペテルブルクに移籍した。2019年2月21日、2018-19シーズン終了までのレンタル移籍で古巣FCロストフに復帰した。
2019年9月2日、PFCソチにフリーで入団し、2年契約を結んだ。
2021年7月19日、アランヤスポルと3年契約を締結した。
2022年9月8日、FCスパルタク・モスクワに1年＋1年延長オプション付きの契約で加入した。

## 代表経歴
FCディナモ・ブカレスト在籍時の2016年6月5日、トルコ代表との親善試合にてスロベニア代表デビューを果たした。